# Forgan (Oklahoma)
Forgan è una città della contea di Beaver, Oklahoma, Stati Uniti. Al censimento del 2010, la popolazione era di 547 abitanti.

## Geografia fisica
Secondo lo United States Census Bureau, ha un'area totale di 0,4 mi² (1,04 km²).

## Storia
Dal 1912 al 1973, Forgan era il capolinea settentrionale della defunta Wichita Falls and Northwestern Railway, una delle proprietà di Frank Kell e Joseph A. Kemp che collegava Wichita Falls, Texas, con l'Oklahoma Panhandle. Il nome onora James B. Forgan, un banchiere e finanziere di Chicago. L. B. Tooker fondò il primo giornale, il Forgan Enterprise, il 6 giugno 1912. In quel momento c'erano in totale cinquantatré imprese e quattro medici. I sili furono costruiti per immagazzinare il grano prima della spedizione.
La popolazione scese a 428 abitanti nel 1940 dopo un esodo dovuto al Dust Bowl. Nel 1973, Altus nel sud-ovest dell'Oklahoma divenne il nuovo capolinea settentrionale della società che subentrò, e la rotta settentrionale da Altus a Forgan fu abbandonata.
All'inizio del XXI secolo, l'economia era basata sul grano e sulla coltivazione di milo, sull'allevamento, sull'industria del petrolio e del gas e sulle fattorie aziendali di maiali.

## Società

### Evoluzione demografica
Secondo il censimento del 2010, la popolazione era di 547 abitanti.

### Etnie e minoranze straniere
Secondo il censimento del 2010, la composizione etnica della città era formata dall'82,3% di bianchi, lo 0,5% di afroamericani, l'1,3% di nativi americani, lo 0,2% di asiatici, lo 0,0% di oceanici, il 10,8% di altre razze, e il 4,9% di due o più etnie. Ispanici o latinos di qualunque razza erano il 20,5% della popolazione.